# Euphorbia berythea
Euphorbia berythea là một loài thực vật có hoa trong họ Đại kích. Loài này được Boiss. & Blanche mô tả khoa học đầu tiên năm 1859.